# Hypsogastropoda
De Hypsogastropoda zijn een clade binnen de Gastropoda en vallen daarbinnen weer onder de clade Caenogastropoda.
De naam stamt van han het Griekse 'hypsos' = hoog - hoger ontwikkeld. Deze clade omvat vrijwel alle jongere taxa der Caenogastropoda, inclusief de Ptenoglossa en Neogastropoda.
De huidige indeling is gebaseerd op die van Bouchet & Rocroi uit 2005 en eventuele wijzigingen daarop.

## Indeling clade
De clade kent de volgende onderverdeling:
- Niet vallende onder een superfamilie
  -  † Familie Coelostylinidae
  -  † Familie Pommerozygiidae
- Clade Littorinimorpha
  - Superfamilie Calyptraeoidea
    - Familie Calyptraeidae

  - Superfamilie Capuloidea
    - Familie Capulidae

  - Superfamilie Cingulopsoidea
    - Familie Cingulopsidae
    - Familie Eatoniellidae
    - Familie Rastodentidae

  - Superfamliy Cypraeoidea
    - Familie Cypraeidae
    - Familie Ovulidae

  - Superfamilie Ficoidea
    - Familie Ficidae

  - Superfamilie Littorinoidea
    - Familie Littorinidae
    -  † Familie Bohaispiridae
    - Familie Pickworthiidae
    - Familie Pomatiidae
    -  † Familie Purpurinidae
    - Familie Skeneopsidae
    -  † Familie Tripartellidae
    - Familie Zerotulidae

  - Superfamilie Naticoidea
    - Familie Naticidae

  - Superfamilie Pterotracheoidea
    - Familie Pterotracheidae
    - Familie Atlantidae
    -  † Familie Bellerophinidae
    - Familie Carinariidae

  - Superfamilie Rissooidea
    - Familie Rissoidae
    - Familie Amnicolidae
    - Familie Anabathridae
    - Familie Assimineidae
    - Familie Barleeiidae
    - Familie Bithyniidae
    - Familie Caecidae
    - Familie Calopiidae
    - Familie Cochliopidae
    - Familie Elachisinidae
    - Familie Emblandidae
    - Familie Epigridae
    - Familie Falsicingulidae
    - Familie Helicostoidae
    - Familie Hydrobiidae
    - Familie Hydrococcidae
    - Familie Iravadiidae
    - Familie Lithoglyphidae
    -  † Familie Mesocochliopidae
    - Familie Moitessieriidae
    -  † Familie Palaeorissoinidae
    - Familie Pomatiopsidae
    - Familie Stenothyridae
    - Familie Tornidae
    - Familie Truncatellidae

  - Superfamilie Stromboidea
    - Familie Strombidae
    - Familie Aporrhaidae
    -  † Familie Colombellinidae
    - Familie Seraphsidae
    - Familie Struthiolariidae
    -  † Familie Thersiteidae
    -  † Familie Tylostomatidae

  - Superfamilie Tonnoidea
    - Familie Tonnidae
    - Familie Bursidae
    - Familie Laubierinidae
    - Familie Personidae
    - Familie Pisanianuridae
    - Familie Ranellidae

  - Superfamilie Vanikoroidea
    - Familie Vanikoridae
    - Familie Haloceratidae
    - Familie Hipponicidae
    -  † Familie Omalaxidae

  - Superfamilie Velutinoidea
    - Familie Velutinidae
    - Familie Triviidae

  - Superfamilie Vermetoidea
    - Familie Vermetidae

  - Superfamilie Xenophoroidea
    - Familie Xenophoridae
    -  † Familie Lamelliphoridae
- Informele groep Ptenoglossa
  - Superfamilie Epitonioidea
    - Familie Epitoniidae
    - Familie Janthinidae
    - Familie Nystiellidae

  - Superfamilie Eulimoidea
    - Familie Eulimidae
    - Familie Aclididae

  - Superfamilie Triphoroidea
    - Familie Triphoridae
    - Familie Cerithiopsidae
    - Familie Newtoniellidae
- Clade Neogastropoda
  - Niet vallende onder een superfamilie
    -  † Familie Johnwyattiidae
    -  † Familie Perissityidae
    -  † Familie Sarganidae
    -  † Familie Speightiidae
    -  † Familie Taiomidae
    -  † Familie Weeksiidae

  - Superfamilie Buccinoidea
    - Familie Buccinidae
    - Familie Colubrariidae
    - Familie Columbellidae
    - Familie Fasciolariidae
    - Familie Nassariidae
    - Familie Melongenidae

  - Superfamilie Muricoidea
    - Familie Muricidae
    - Familie Babyloniidae
    - Familie Costellariidae
    - Familie Cystiscidae
    - Familie Harpidae
    - Familie Marginellidae
    - Familie Mitridae
    -  † Familie Pholidotomidae
    - Familie Pleioptygmatidae
    - Familie Strepsiduridae
    - Familie Turbinellidae
    - Familie Volutidae
    - Familie Volutomitridae

  - Superfamilie Olivoidea
    - Familie Olividae
    - Familie Olivellidae

  - Superfamilie Pseudolivoidea
    - Familie Pseudolividae
    - Familie Ptychatractidae

  - Superfamilie Conoidea
    - Familie Borsoniidae
    - Familie Cochlespiridae
    - Familie Conidae
    - Familie Conorbidae
    - Familie Clathurellidae
    - Familie Clavatulidae
    - Familie Drilliidae
    - Familie Horaiclavidae
    - Familie Mangeliidae
    - Familie Mitromorphidae
    - Familie Pseudomelatomidae
    - Familie Raphitomidae
    - Familie Strictispiridae
    - Familie Terebridae
    - Familie Turridae

  - Superfamilie Cancellarioidea
    - Familie Cancellariidae